# Sydkorea i olympiska vinterspelen 2002
Sydkorea deltog i olympiska vinterspelen 2002. Sydkoreas trupp bestod av 46 idrottare varav 31 var män och 15 var kvinnor. Den äldsta idrottaren i Sydkoreas trupp var Andrey Nevzorov (36 år, 43 dagar) och den yngsta var Yekaterina Maltseva (16 år, 319 dagar).

## Medaljer

### Guld
- Short track
  - 1 500 m damer: Ko Gi-Hyun
  - 3 000 m stafett damer: Choi Min-Kyung, Joo Min-Jin, Park Hye-Won och Choi Eun-Kyung

### Silver
- Short track
  - 1 000 m damer: Ko Gi-Hyun
  - 1 500 m damer: Choi Eun-Kyung

## Trupp
- Alpin skidåkning
  - Byun Jong-Moon
  - Gang Min-Hyeok
  - Hur Seung-Wook
  - Lee Ki-Hyun
  - Yoo Hye-Min
- Skidskytte
  - Kim Ja-Youn
  - Shin Byung-Kook
- Längdskidåkning
  - Choi Im-Heon
  - Jeong Ui-Myeong
  - Lee Chun-Ja
  - Park Byeong-Ju
  - Shin Doo-Sun
- Konståkning
  - Lee Chuen-Gun
  - Lee Kyu-Hyun
  - Park Bit-Na
  - Yang Tae-Hwa
- Rodel
  - Kim Min-Gyu
  - Lee Chang-Yong
  - Lee Hak-Jin
- Short track
  - Choi Eun-Gyeong
  - Go Gi-Hyeon
  - Min-Gyeong Choi
  - Ju Min-Jin
  - Park Hye-Won
  - An Hyeon-Su
  - Kim Dong-Seong
  - Lee Seung-Jae
  - Min Ryong
  - O Se-Jong
- Skeleton
  - Gang Gwang-Bae
- Backhoppning
  - Choi Heung-Cheol
  - Choi Yong-Jik
  - Gang Chil-Gu
  - Kim Hyeon-Gi
- Skridsko
  - Baeg Eun-Bi
  - Choi Jae-Bong
  - Choi Seung-Yong
  - Choi Yun-Suk
  - Jo Seon-Yeon
  - Kim Cheol-Su
  - Lee Gyu-Hyeok
  - Lee Seung-Hwan
  - Lee Yong-Ju
  - Mun Jun
  - Park Jae-Man
  - Yeo Sang-Yeop